# Starodobno vozilo
Starodobno vozilo je motorno vozilo velike starosti. Definicije variraju prema zakonodavstvima. 
Radi usklađivanja međusobnih odnosa organizacija koje se brinu za održavanje i uporabu starodobnih vozila osnovana je međunarodna dogovorna organizacija FIVA.
Hrvatska
U Hrvatskoj se kao starodobno vozilo smatra motorno vozilo:
– koje je proizvedeno prije trideset i više godina;
– koje je radi njegovanja povijesnih naslijeđa i tehničke kulture sačuvano ili ponovno sastavljeno u izvornom obliku;
– koje se ne koristi u svakodnevnom prometu;
– koje je razvrstano u kategoriju oldtimera.
Starodobna vozila u Hrvatskoj se vrednuje i razvrstava prema kriteriju starosti u jednu od sljedećih kategorija:
- prva vozila (do 31. prosinca 1904.)
- veteran (od 1. 1. 1905. do 31. 12. 1918.)
- antikna (od 1. 1. 1919. do 31. 12. 1930. )
- postantikna (od 1. 1. 1931. do 31. 12. 1945. )
- vozila proizvedena nakon 1945. (od 1. 1. 1946. do 31. 12. 1960. )
- vozila proizvedena nakon 1960. (od 1. 1. 1961. do 31. 12. 1970. )
- vozila proizvedena nakon 1970. (od 1. 1. 1971. do 30 godina starosti)

SAD
Classic Car Club of America je definirao da automobil mora biti star između 30 i 49 godina da bi bio klasičnim, dok vozila od 50 do 99 godina spadaju u razred predantiknih vozila, dok vozila od 100 godina i starija spadaju u antikni razred.
Velika Britanija
U Velikoj Britaniji starodobne se automobile razvrstava kao: veterane (prije prvog svjetskog rata), antikna (1919. – 1930.), poslijeantikna (1930-te). Starinski automobili proizvedeni poslije drugog svjetskog rata nisu tako precizno definirani.

## Vanjske poveznice
- Oldest  Arhivirana inačica izvorne stranice od 16. studenoga 2019. (Wayback Machine)